# Michail Liber
Michail Isaakovič Liber, nato Goldman (in russo Михаи́л Исаа́кович Ли́бер?; Vilnius, 5 giugno 1880 – Alma Ata, 4 ottobre 1937), è stato un politico russo, tra i leader dell'Unione Generale dei Lavoratori Ebrei (Bund).

## Biografia
Nell'agosto 1903, durante il II Congresso del Partito Operaio Socialdemocratico Russo (POSDR) a Bruxelles e Londra, Liber rappresentò il Bund. A causa di divergenze sulla questione della autonomia organizzativa, il Bund uscì dal POSDR.
Nell'Aprile del 1906, durante il IV Congresso del POSDR a Stoccolma, Liber fece rientrare il Bund nel POSDR con il sostegno dei menscevichi.
Al V Congresso di Londra nel 1907 fu eletto al Comitato centrale del POSDR.
Fra il 1923 e il 1937 fu più volte arrestato dalla polizia segreta sovietica. Nel marzo del 1937, al culmine delle purghe staliniane, avvenne l'ultimo arresto. Il 4 ottobre 1937 fu giustiziato.